# KOTRA

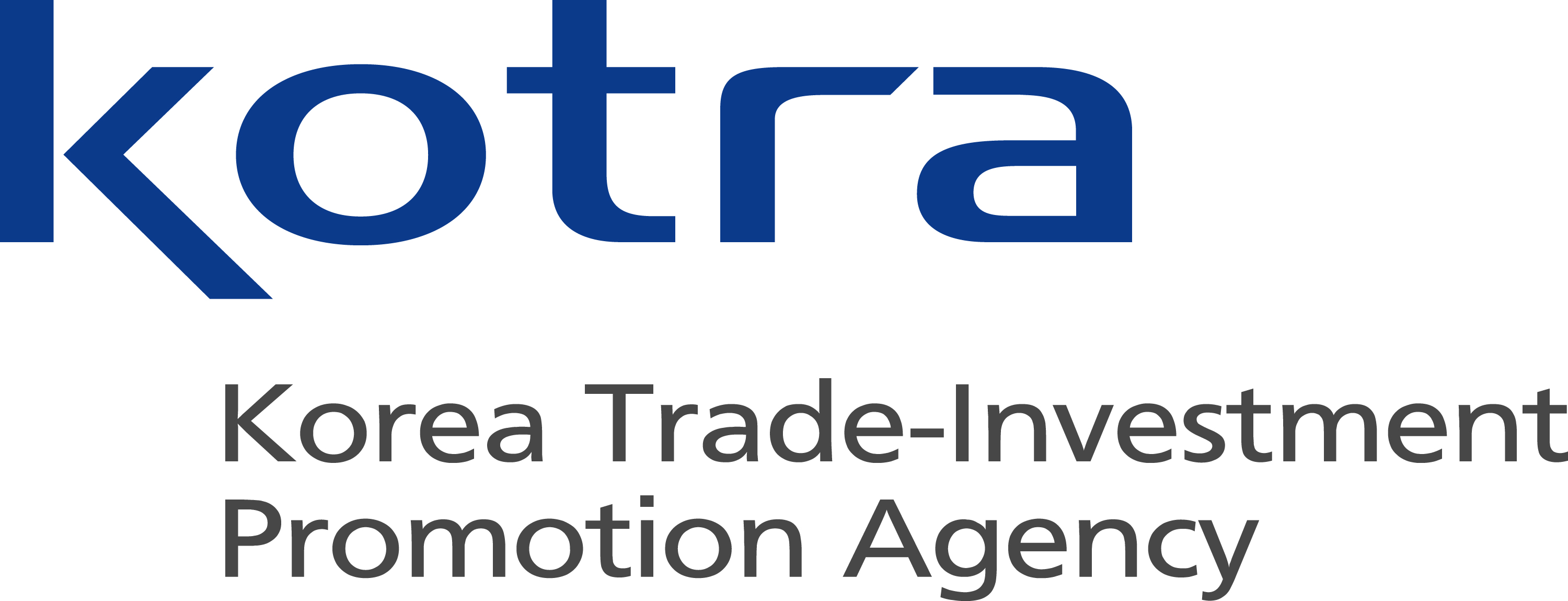
Logo

KOTRA (Korea Trade-Investment Promotion Agency, koreanisch 대한무역투자진흥공사; ehemals bis 1995 Korea Trade Promotion Corporation) ist eine staatlich finanzierte Organisation für die Förderung von Handel und Investitionen seitens des südkoreanischen Wirtschaftsministerium (MOTIE). Die KOTRA wurde 1962 gegründet. Es ist das südkoreanische Pendant zu Handelskammern, wie den IHKs und AHKs in den deutschsprachigen Ländern oder der Germany Trade and Invest, Switzerland Global Enterprise bzw. Austrian Business Agency.
Die Organisation ist weltweit an 126 Standorten präsent und unterstützt vor allem südkoreanische, mittelständische Unternehmen beim internationalen Markteintritt. Die KOTRA betreibt zudem Programme zur Personalvermittlung. Mit dem Projekt K-Move werden südkoreanische Fachkräfte, Praktikanten und Auszubildende an internationale Unternehmen vermittelt. Im Zuge des Programmes bietet die KOTRA Kurse zur interkulturellen Kommunikation und Sprachkurse an. Durch das Programm Contact Korea vermittelt die KOTRA internationale Fachkräfte an südkoreanische Unternehmen. Des Weiteren unterhält KOTRA mit Invest KOREA das nationale Investitionsförderungsprogramm.
In Deutschland sind die Standorte der KOTRA in Frankfurt am Main, München und Hamburg. Weitere Standort im deutschsprachigen Raum sind Wien (Österreich) und Zürich (Schweiz) – dieser vertritt auch das Fürstentum Liechtenstein.